# إلياس هاريس
إلياس هاريس (بالألمانية: Elias Harris) مواليد 6 يوليو 1989، هو لاعب كرة سلة ألماني ويحمل الرقم 20. يبلغ طوله 6 قدم 8 بوصة (2.0 م).

## فرق لعب لها
- لوس أنجلوس ليكرز

## روابط خارجية
- إلياس هاريس على موقع الاتحاد الدولي لكرة السلة (الإنجليزية)
- إلياس هاريس على موقع الدوري الأوروبي لكرة السلة (الإنجليزية)
- إلياس هاريس على موقع إن بي أي (الإنجليزية)
- إلياس هاريس على موقع دوري كرة السلة الياباني للمحترفين (اليابانية)
- إلياس هاريس على موقع سبورتس رفرنس (الإنجليزية)
- إلياس هاريس على موقع الدوري الإسباني لكرة السلة (الإسبانية)
- إلياس هاريس على موقع كرة السلة الأوروبية.كوم (الإنجليزية)
- إلياس هاريس على موقع كلية كرة السلة في سبورتس رفرنس.كوم (الإنجليزية)
- إلياس هاريس على موقع ريلجم (الإنجليزية)
- إلياس هاريس على موقع بروبوليرز (الإنجليزية)